# Аркадевский сельский совет (Харьковская область)
Аркадевский сельский совет — входит в состав Шевченковского района Харьковской области Украины.
Административный центр сельского совета находится в селе Аркадевка.

## Населённые пункты совета
- село Аркадевка
- село Раздольное
- село Никольское

### Ликвидированные населённые пункты
- село Крейдянка